# Краевой угол смачивания

Краевой угол смачивания или угол контакта θ_{с}. γ_{SL}, γ_{LG}, γ_{SG} обозначены соответственно как удельные свободные поверхностные энергии на границе раздела фаз: твёрдое тело-жидкость (SL), жидкость-газ (LG) и твёрдое тело-газ (SG).

Краевой угол смачивания, также угол смачивания, угол контакта (англ. Contact angle) — угол, который образуется между касательной, проведённой к поверхности фазы жидкость-газ и твёрдой поверхностью с вершиной, располагающейся в точке контакта трёх фаз, и условно измеряемый всегда внутрь жидкой фазы. Обозначается греческой буквой тета — θ. 
Краевой угол смачивания является количественной характеристикой процесса смачивания, его величина определяет межмолекулярное (атомное, ионное) взаимодействие частиц поверхности твёрдых тел с жидкостями.

## Физическое описание

Наглядный пример смачивания жидкостью твёрдой поверхности. А — краевой угол много больше 90° и, как следствие плохое смачивание (капля имеет почти шарообразную форму и слабое взаимодействие с твёрдой поверхностью — происходит уменьшение площади контакта жидкости с ней), В и С — краевой угол меньше θ < 90°, капли жидкости приобретают менискообразную форму (лучшее взаимодействие с твёрдой поверхностью, площадь контакта жидкости больше, чем в примере А), S — краевой угол θ = 0°(по сути его нет) — полное смачивание, происходит растекание жидкости по твёрдой поверхности, площадь контакта жидкости с твёрдой поверхностью в данном случае максимальна. Процесс растекания жидкости является предельным случаем смачивания.

Считается, что если величина краевого угла меньше θ < 90°, то происходит смачивание жидкостью твёрдой поверхности, а сама поверхность называется лиофильной (в случае, если жидкостью является вода — гидрофильной), в случае, если величина краевого угла больше θ > 90°, то твёрдая поверхность плохо смачивается жидкостью и является лиофобной (в случае воды — гидрофобной). При полном или абсолютном смачивании (растекании) краевой угол равен нулю, при полном или абсолютном несмачивании — 180°, последнее значение не наблюдается в природе. Равновесный краевой угол вычисляется по закону Юнга:
{\displaystyle {\cos \theta ={\frac {\sigma _{23}-\sigma _{13}}{\sigma _{12}}}}},
где {\displaystyle \sigma _{23}}, {\displaystyle \sigma _{13}}, {\displaystyle \sigma _{12}} соответственно поверхностные энергии на границе раздела фаз твёрдое тело-газ, жидкость-твёрдое тело и жидкость-газ.
Величина косинуса краевого угла определяет смачивается ли твёрдая поверхность жидкостью или нет. Значения косинусов контактного угла приведена в таблице:
| Значение cosθ | Значение θ | Описание |
| ------------- | ---------- | --- |
| 1             | 0°         | При данном значении косинуса, жидкость полностью растекается по поверхности твёрдого тела, такие поверхности называются сверхгидрофильными.                          |
| 1/2           | 60°        | Жидкость на поверхности твёрдого тела образует менискообразные капли. Площадь контакта жидкости с поверхностью уменьшается. Такие поверхности называют гидрофильными |
| 0             | 90°        | Жидкость приобретает полукруглую форму, площадь контакта с поверхностью ещё меньше.                                                                                  |
| -1            | 180°       | Жидкость на поверхности твёрдого тела образует сферические капли, однако, такое значение контактного угла в природе не наблюдается.                                  |

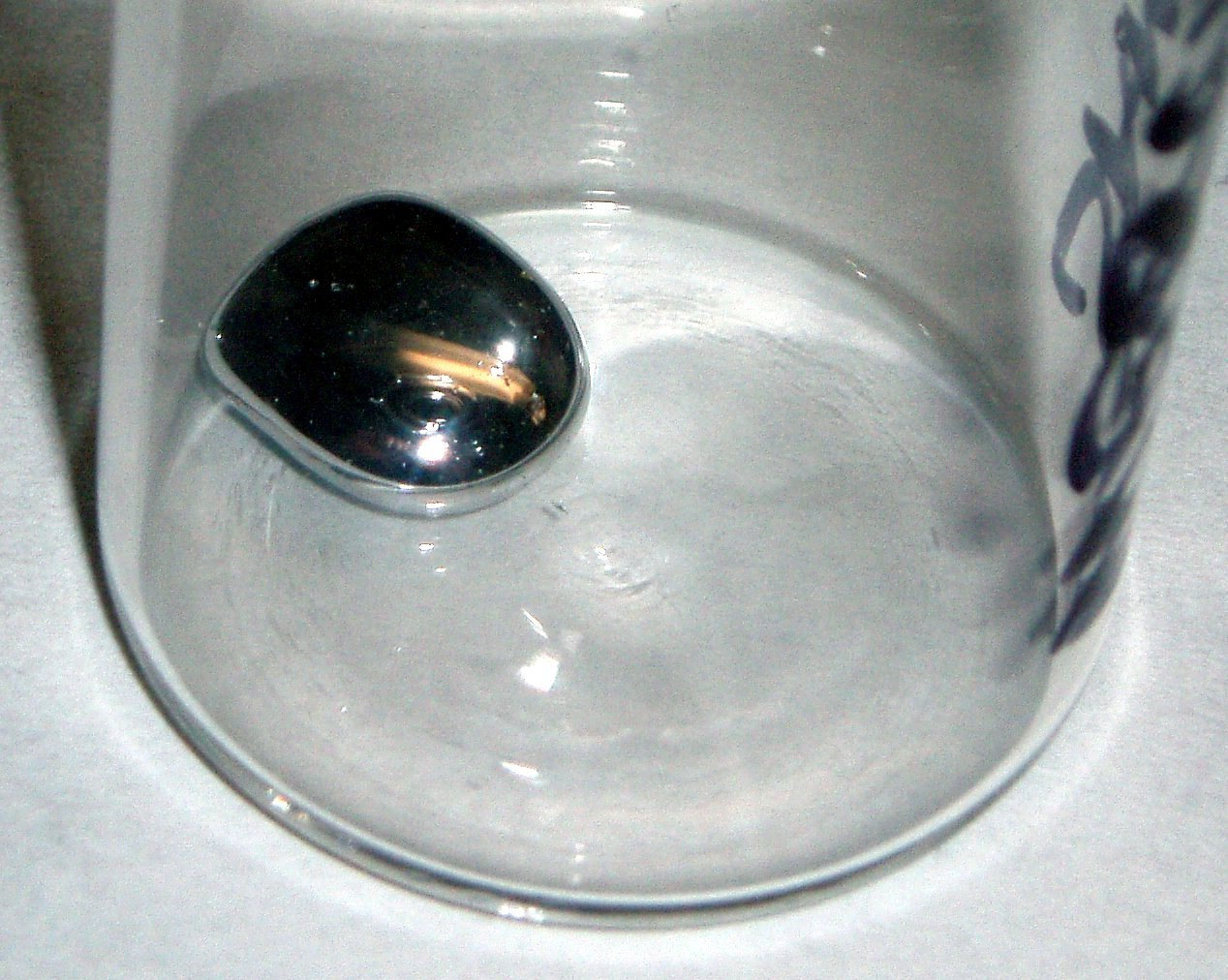
На фотографии отчётливо видно, что ртуть плохо смачивает стекло (Θ > 90°), вследствие слабого взаимодействия с ним (работа сил адгезии меньше работы когезии) и принимает каплеобразную форму (снижается площадь контакта).

Величина краевого угла зависит от работы адгезии и когезии. С работой адгезии контактный угол связан уравнением Дюпре-Юнга:
{\displaystyle {Wa=\sigma _{12}(1+\cos {\theta })}},
где σ12 — поверхностное натяжение на границе раздела двух фаз (жидкость-газ), cosθ — косинус краевого угла смачивания, Wa — обратимая работа адгезии. Это уравнение можно представить в следующем виде:
{\displaystyle {{\frac {Wa}{\sigma _{12}}}=1+\cos {\theta }}}.
Если уравнение разделить на 2, то можно получить зависимость работы сил адгезии и когезии от величины угла смачивания:
{\displaystyle {\frac {Wa}{Wk}}={\frac {1+\cos {\theta }}{2}}}.

На диаграмме представлены направления действия сил когезии молекул жидкости (образование мениска).

Работа адгезии — Wa направлена на растекание жидкости по поверхности твёрдого тела, посредством растяжения. В то же время, работа когезионных сил — Wk противоположна работе адгезии и способствует стягиванию жидкости в каплеобразную форму, предотвращая растекание. Из этого следует, что чем выше значения Wa, и чем ниже Wk, тем сильнее твёрдая поверхность будет смачиваться жидкостью (как следствие, величина θ < 90°) и наоборот. Иными словами для того, чтобы усилить смачивание твёрдой поверхности жидкостью, необходимо увеличить работу адгезии и снизить работу когезии.

### Гистерезис смачивания
Гистерезисом смачивания называют гистерезис, возникающий в результате различных значений углов смачивания в точках соприкосновения взаимодействующих фаз (т. н. углы натекания и оттекания). Иными словами гистерезис смачивания это задержка в установлении равновесного угла. Разница краевых углов обусловлена тем, что угол в точке соприкосновения поверхности жидкости с сухой поверхностью твёрдого тела имеет значение величины большую, чем при соприкосновении с поверхностью того же тела, предварительно смоченной.
Существует два типа гистерезиса:
- кинетический
- статический.

Кинетический тип гистерезиса смачивания возникает при перемещении (изменении) значений углов смачивания — разность углов натекания (всегда больше равновесного угла) и оттекания (всегда меньше равновесного угла).
Статистический тип обусловлен снижением периметра смачивания. Рассчитывается как разность между равновесным углом и углом, вычисленным.

## Методы измерения
Существует несколько методов измерения краевого угла смачивания. 

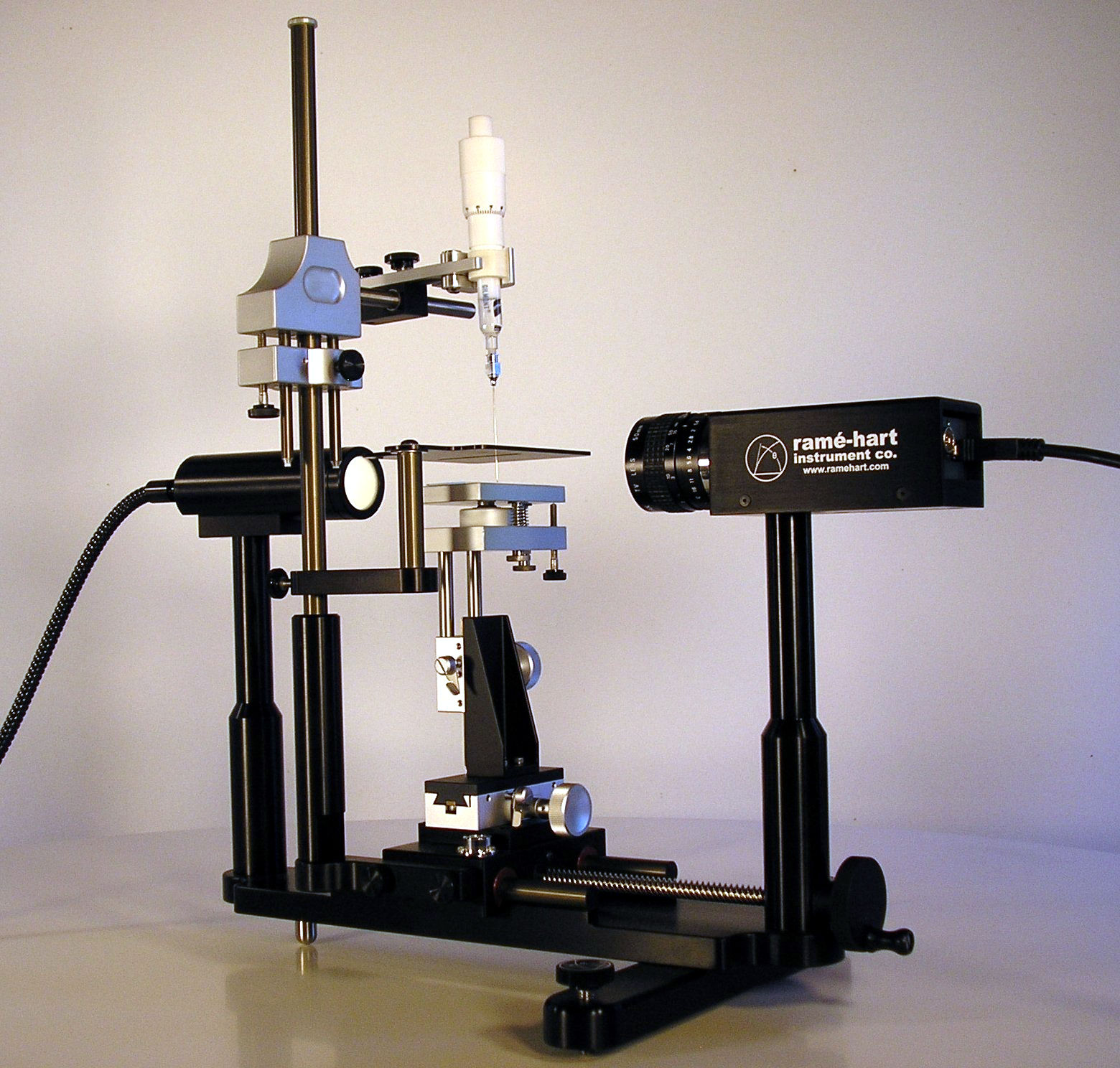
Измерение краевого угла смачивания по методу сидячей капли, производится с помощью специального гониометра.

Одним из наиболее распространённых является метод сидячей капли. Сущность метода заключается в том, что каплю воды наносят на ровную горизонтальную твёрдую поверхность, фотографируют и по профилю капли определяют краевой угол. Однако полученные таким образом статические углы не являются, строго говоря, углами оттекания θот или натекания θнт воды. Иногда статический угол сидячей капли называют равновесным.
Видоизменённый метод сидячей капли — метод прижатой капли. Используя данный метод можно получить непосредственно углы натекания и оттекания. Однако эти углы зависят от силы прижатия капли.

## Супергидрофобность
Супергидрофобностью или сверхгидрофобностью называется явление очень слабого взаимодействия частиц поверхности твёрдых тел с жидкостями, в частности, с водой. Значения контактного угла составляет больше 150°. Вследствие слабых сил взаимодействия (значения Wa << Wк) с таким родом поверхности и высокому значению поверхностного натяжения, капля воды принимает сферическую форму, тем самым, уменьшая площадь контакта с супергидрофобной поверхностью. В природе явление супергидрофобности известно как эффект лотоса.